# 144th Fighter Wing

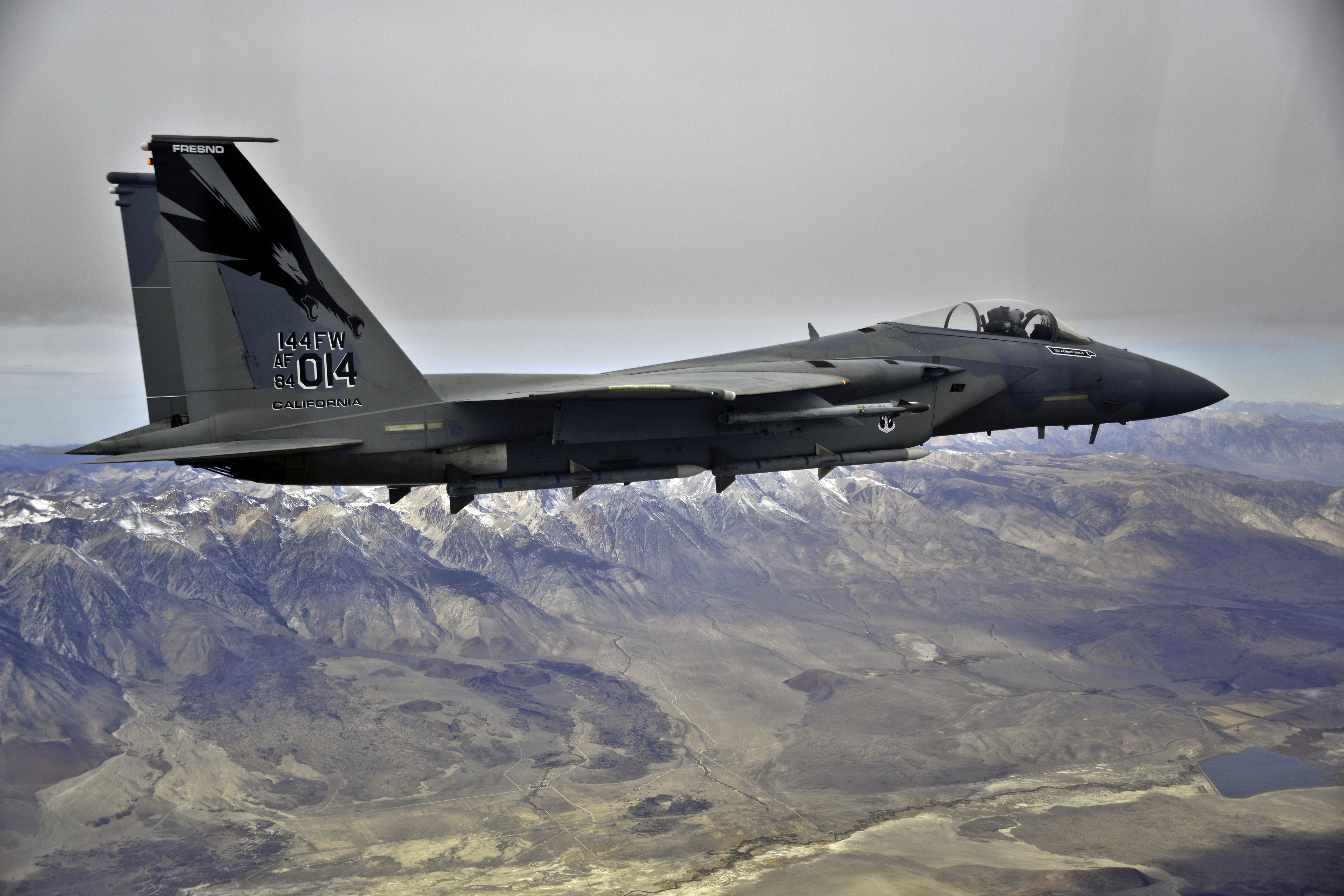
F-15C dello Stormo

Il 144th Fighter Wing è uno Stormo da caccia della California Air National Guard. Riporta direttamente all'Air Combat Command quando attivato per il servizio federale. Il suo quartier generale è situato presso la Fresno Air National Guard Base, California.

## Organizzazione
Attualmente, al settembre 2017, esso controlla:
- 144th Operations Group
  - 144th Operations Support Flight
  -  194th Fighter Squadron - Equipaggiato con F-15C/D
  -  Intelligence Flight - Equipaggiato con 1 RC-26B
- 144th Maintenance Group
  - 144th Aircraft Maintenance Squadron
  - 144th Maintenance Squadron
  - 144th Maintenance Operations Flight
- 144th Mission Support Group
  - 144th Security Forces Squadron
  - 144th Civil Engineering Squadron
  - 144th Logistics Readiness Squadron
  - 144th Communications Flight
  - 144th Mission Support Flight
  - 144th Services Flight
  - 144th Contracting Office
- 144th Medical Group